# ジャンキー・モンキー・ベイビーズ
ジャンキー・モンキー・ベイビーズ（Junky Monkey Babys）は聖飢魔IIで作詞を担当した「謎の作詞家」である。
その正体は聖飢魔IIをスカウトしたCBSソニーのプロデューサーの「サテュロス丸沢」こと丸沢和宏。サテュロス丸沢名義の仕事もある。

## ディスコグラフィー

### シングル
- 超闘王のテーマ（1990年5月25日）

### 作詞した曲
- ROCK'N'ROLL PRISONER（『BIG TIME CHANGES』収録）
- BIG TIME CHANGES（同上）
- ANGEL SMILE（同上）

| スタブアイコン | サブスタブ | この項目は、まだ閲覧者の調べものの参照としては役立たない、音楽関係者（バンド等）に関連した書きかけの項目です。この項目を加筆・訂正などしてくださる協力者を求めています（P:音楽/PJ:芸能人）。 |